# Marcel Adelon
Marcel Louis Ernest Alfred Charles Albert Adelon, zapisywany także jako Michel Adelon (ur. 20 lutego 1886 w Paryżu, zm. 30 października 1968 w Saint-Jean-de-Luz) – francuski strzelec, olimpijczyk.
Brał udział w Letnich Igrzyskach Olimpijskich 1924. Zajął 23. miejsce w rundzie pojedynczej do sylwetki jelenia i 21. pozycję w rundzie podwójnej do sylwetki jelenia. 

## Wyniki

### Igrzyska olimpijskie
| Igrzyska   | Konkurencja                          | Wynik   | Miejsce | Źródło |
| ---------- | ------------------------------------ | ------- | ------- | ------ |
| Paryż 1924 | Runda pojedyncza do sylwetki jelenia | 28 pkt. | 23      | [ 1 ]  |
| Paryż 1924 | Runda podwójna do sylwetki jelenia   | 52 pkt. | 21      | [ 2 ]  |